# P8000

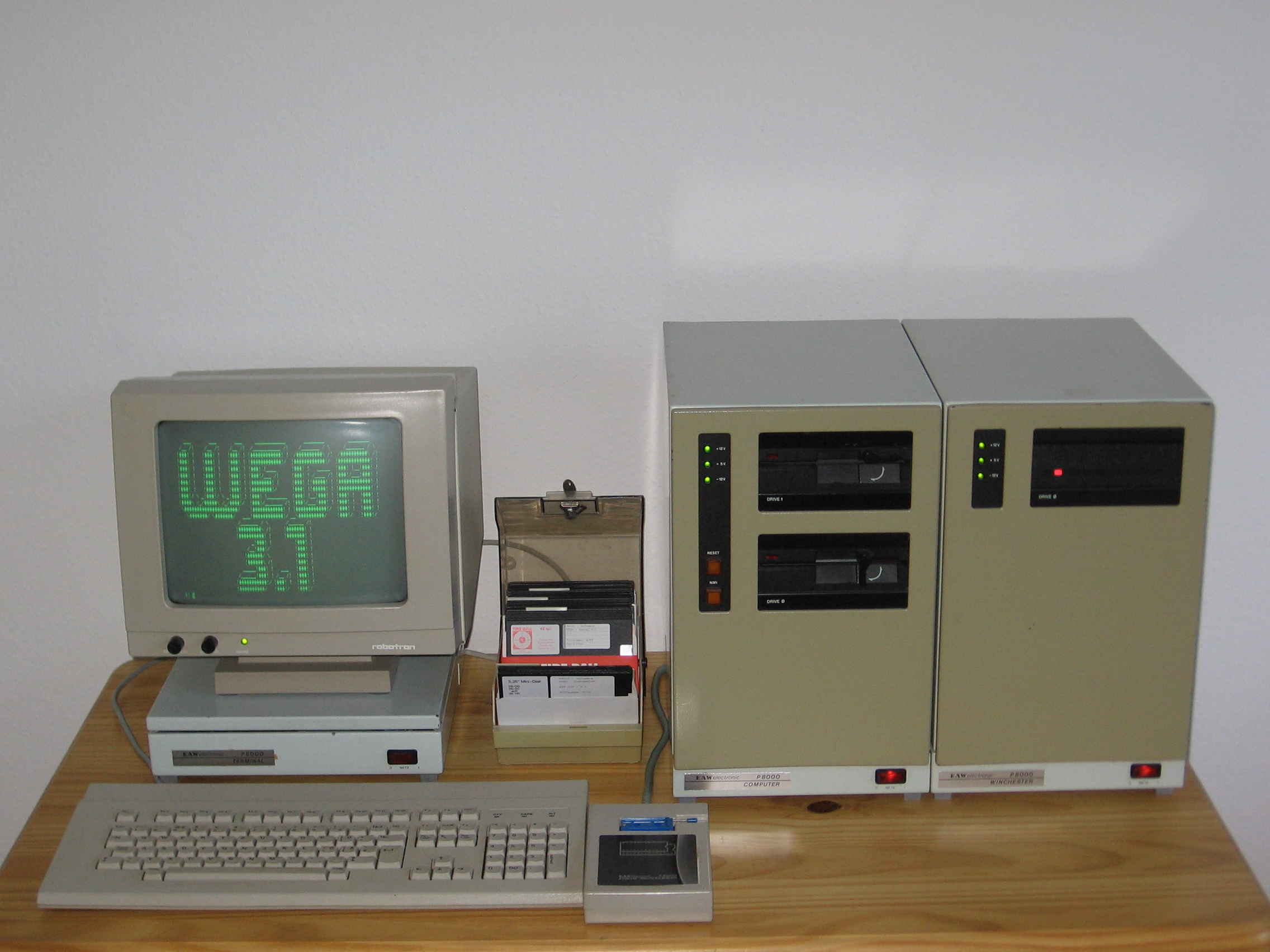
P8000 mit WEGA 3.1

P8000 (auch P 8000) ist der Name eines Mikrocomputersystems aus der DDR, das 1987 vom VEB Elektro-Apparate-Werke Berlin-Treptow „Friedrich Ebert“ (EAW) entwickelt wurde. Das System bestand aus einem 8-Bit- und einem 16-Bit-Mikrorechnerteil mit dazugehörigem Winchester-Disk-Controller und war als universell einsetzbares Programmier- und Entwicklungssystem für Multi-User-/Multi-Task-Anwendungen gedacht. Neben der Variante mit 16-Bit-Mikrorechner existierte auch eine abgerüstete Variante nur mit einem 8-Bit-Mikrorechner.

## Geschichte
Das Programmier- und Entwicklungssystem P8000 (Gestaltung Christine Porsdorf) wurde im Frühjahr 1989 anlässlich der Leipziger Messe als Gutes Design ausgezeichnet.

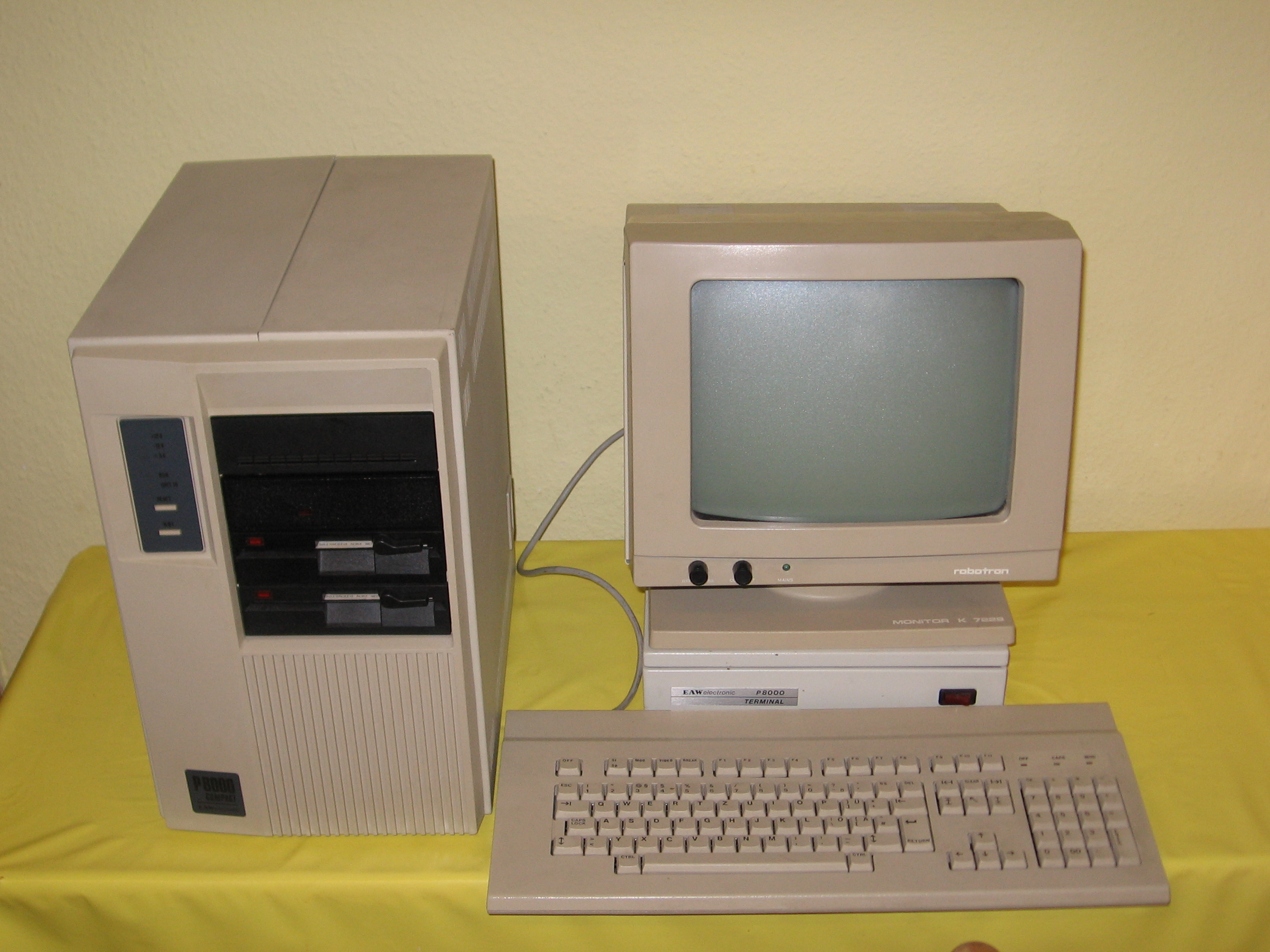
P8000 Compact

Der 1989 entwickelte P8000 Compact war eine weiterentwickelte Version des P8000. Beim P8000 Compact befand sich der Winchester-Disk-Controller zusammen mit der Festplatte im Gehäuse des Hauptrechners. Dadurch entfiel der extra Beisteller. Das P8000 Compact wurde im Gegensatz zum P8000 als 16-Bit-Version standardmäßig mit einer batteriegepufferten Echtzeituhr ausgeliefert. Auf Wunsch wurde das P8000 Compact auch mit einer dritten CPU, der U80601, geliefert. Der P8000 Compact war der letzte vom EAW entwickelte Computer.
Der Preis für ein P8000-System lag zur Markteinführung bei 172.125 Mark. Von Freunden historischer Rechentechnik werden für Geräte und komplette Systeme heute Sammlerpreise bezahlt. Während für die 8-Bit-Variante 2012 gerade 101 Euro erzielt wurden, erzielte eine komplette Entwicklungsumgebung P8000 im selben Jahr 767 Euro und ein P8000 Compact im Jahr 2016 1066 Euro.

## Beschreibung

### 8-Bit-Mikrorechner
Der 8-Bit-Mikrorechner des P8000 befand sich physisch mit all seinen Funktionsbaugruppen auf einer einzelnen 4-Lagen-Leiterplatte im Format 380 mm × 250 mm. Der Rechner mit einer Taktfrequenz von 4 MHz basierte auf dem Mikroprozessor U880 und seinen Peripherieschaltkreisen zuzüglich dem U8272 Floppy-Disk-Controller. Direkter Speicherzugriff war mit Hilfe des Peripherieschaltkreises U858-DMA gewährleistet.
Als Hauptspeicher standen neben dem 64 KB dynamisch arbeitendem RAM noch 8 KB EPROM, sowie 2 KB statischer RAM zum Systemanlauf, Systemtestroutinen sowie dem Systemmonitor zur Verfügung. Diese Zusatzspeicher konnten in 4-KB-Stufen im 64-KB-Adressraum verschoben oder abgeschaltet werden.
Der 8-Bit-Rechner besaß vier serielle Kanäle, die mit tty0 bis tty3 bezeichnet wurden. Die Schnittstellen arbeiteten sowohl mit V.24- wie auch mit IFSS-Signalen. Daneben verfügte der Rechner über eine parallele Schnittstelle, die den Anschluss eines EPROM-Brenners erlaubte. Eine weitere interne 32-Bit-Parallelschnittstelle diente zur Kopplung der 8-Bit- mit der 16-Bit-Mikrorechnerkarte. Der Datenaustausch fand über zwei im Gerät eingebaute 5,25″-Diskettenlaufwerke statt. Extern konnten noch zwei weitere 5,25″- oder aber auch 8″-Diskettenlaufwerke angeschlossen werden.

### 16-Bit-Mikrorechner
Der 16-Bit-Mikrorechner des P8000 gliederte sich in die zwei Funktionsbaugruppen 16-Bit-Rechner-Karte und den bis zu vier steckbaren Hauptspeicher-Karten mit Größen von je 256 KB oder 1 MB. Der 16-Bit-Rechner war auf einer 6-Lagen-Leiterplatte im Format 380 mm × 250 mm untergebracht. Der Rechner arbeitete mit einer Taktfrequenz von 4 MHz und basierte auf dem 16-Bit-Mikroprozessor U8001. Drei Speicherverwaltungsbausteine U8010 übernahmen in Verbindung mit einer speziellen Steuerlogik die dynamische Speichersegmentzuweisung im Arbeitsspeicher und den Schutz vor unbefugten Zugriffen. Für den Systemmonitor und Eigentestroutinen besaß der Rechner des Weiteren 16 KB EPROM-Speicher sowie 2 KB statischen RAM. Die Peripherie wurde durch Schaltkreise der U880-Familie gebildet. Eine entsprechende Steuerlogik gewährleistete das Zusammenspiel mit dem U8001 Hauptprozessor.
Der 16-Bit-Rechner besaß vier serielle Kanäle, die mit tty4 bis tty7 bezeichnet waren. Die Schnittstellen arbeiteten ebenfalls sowohl mit V.24- wie auch mit IFSS-Signalen. Mittels einer internen 32-Bit-Parallelschnittstelle war der 16-Bit-Rechner mit dem 8-Bit-Rechner verbunden. Über eine weitere parallele Schnittstelle war die Verbindung mit dem externen Winchester-Disk-Beisteller realisiert.

### Winchester-Disk-Controller
Der Winchester-Disk-Controller (WDC) ist ein intelligenter Festplattencontroller und befand sich in einem extra Gerät dem Winchester-Disk-Beisteller. In diesem Gerät waren neben dem eigentlichen Winchester-Disk-Controller auch bis zu zwei Festplatten untergebracht.
Der WDC war auf Basis des Mikroprozessors U880 realisiert. Als Programmspeicher für die Firmware standen 8 KB EPROM zur Verfügung. Zur Zwischenspeicherung der Daten auf dem Weg vom Hostrechner zur Festplatte dienten 6 KB statischen RAMs. Die Kommunikation des WDC mit dem Hostrechner erfolgte über ein acht Bit breites Parallelinterface in Verbindung mit zusätzlichen Steuerbits. Die Schnittstelle realisierte die blockweise Übertragung der Daten wie auch der Kommando- und Quittierungsinformationen.
Als Festplattenlaufwerke kamen bis zu zwei (gleiche) Laufwerke mit ST506-Schnittstelle zum Einsatz. Waren die Plattenparameter in den ersten Firmwareversionen noch fest in der Firmware enthalten, war es ab der Firmwareversion 4.2 möglich, jede beliebige MFM-Festplatte einzusetzen. Neben den Informationen über defekte Sektoren waren ab Version 4.2 auch die Plattenparameter in dem 1. Sektor der Festplatte gespeichert.

### Terminal
Das P8000 Terminal diente als Ein- und Ausgabegerät des P8000. Es setzte sich aus einem Grünmonitor, einer Tastatur sowie einem Steuerrechner zusammen. Das Terminal unterstützte die Betriebsmodi ADM31 und VT100. Das Terminal bot die Möglichkeit zwischen zwei Zeichensätzen, welche in separaten EPROMs abgelegt waren, umzuschalten. Die Schnittstelle bot die Betriebsarten V.24 oder IFSS. Der Steuerrechner basiert auf einem U884 und dem Grafikcontroller KR580WG75 (Intel 8275). Akustische Signale wurden mit einem Piezophon ausgegeben. Hergestellt wurde das Terminal vom VEB Steremat.

## Unterstützte Betriebssysteme
- UDOS – kompatibel Z80-RIO
- OS/M – kompatibel CP/M
- IS/M – kompatibel ISIS-II
- WEGA – kompatibel UNIX
- IRTS 8000 – ein Echtzeitbetriebssystem
- DCP (nur mit 3. CPU unter WEGA) – kompatibel MS-DOS